# Listă de arme romane
Aceasta este o listă de arme și echipamente utilizate de armata romană:
- Amentum - aruncător.
- Arcus - arc
- Cârligul de asediu. A fost folosită și o variantă a Falxului dacic.
- Clava - buzdugan
- Clunaculum - pumnal cu lama mică
- Funda - praștie.
- Gladius - spada scurtă
- Hasta - suliță
- Manubalista o armă a cavaleriei
- Parazonium - sabie bogat ornată
- Pilum - o suliță scurtă folosită de legionarii romani ca armă de distanță
- Plumbata - pilum de plumb folosit de folosit de legionarii pedestri de elita din imperiile romane post-constantiniene
- Pugio - pumnal
- Sagittae - săgeată
- Spatha - spadă folosită de cavalerie

## Galerie de arme

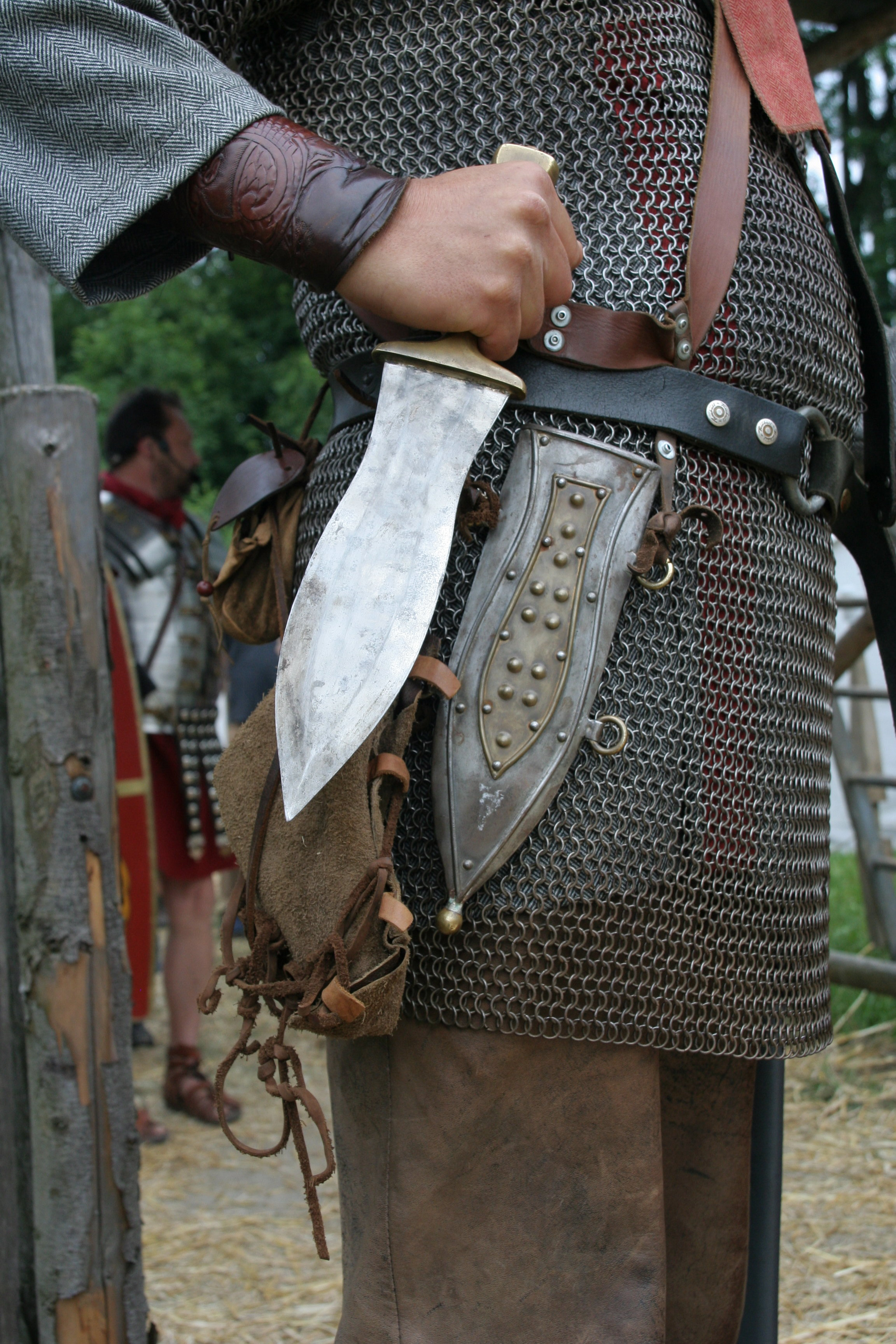
Pugio - reconstituire
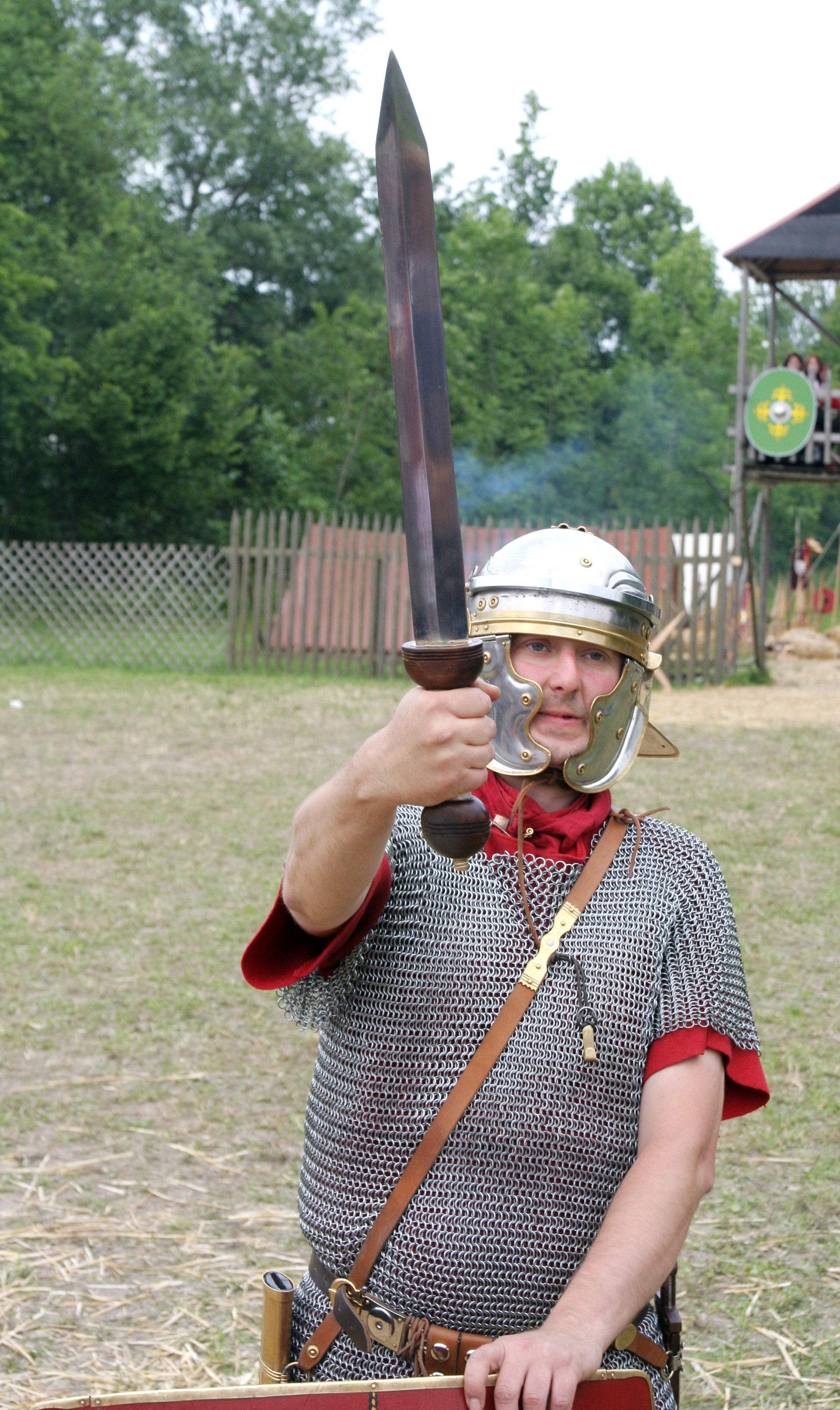
Gladius - reconstituire
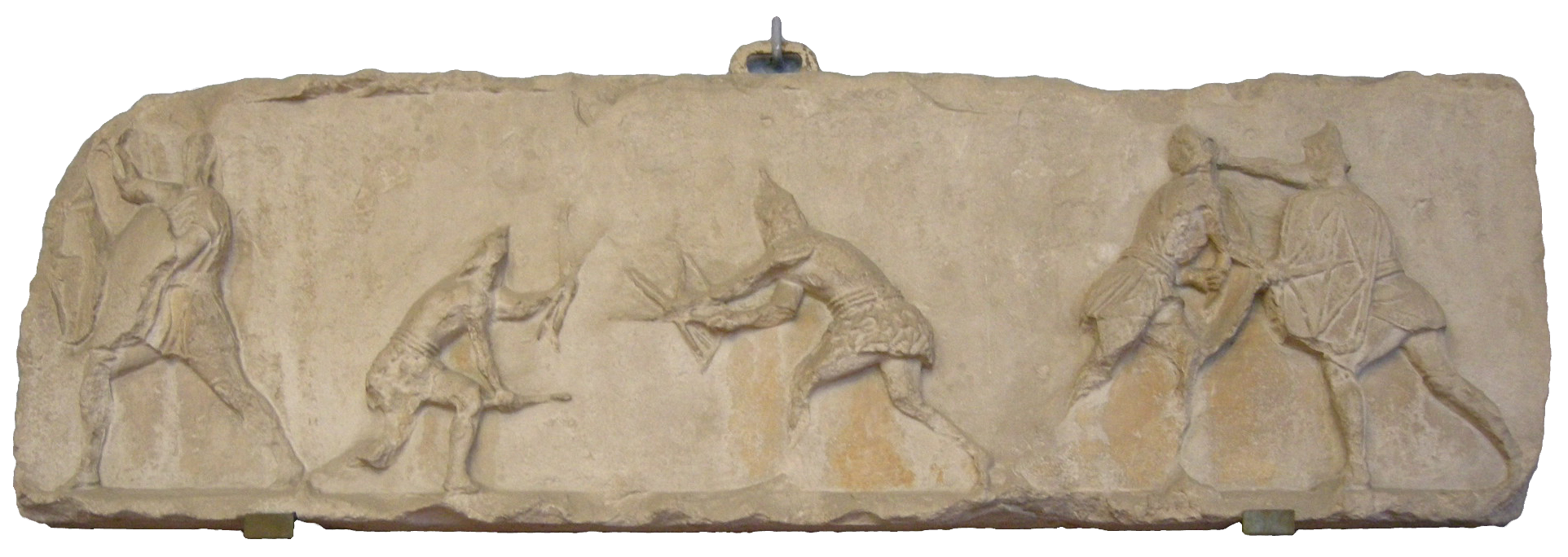
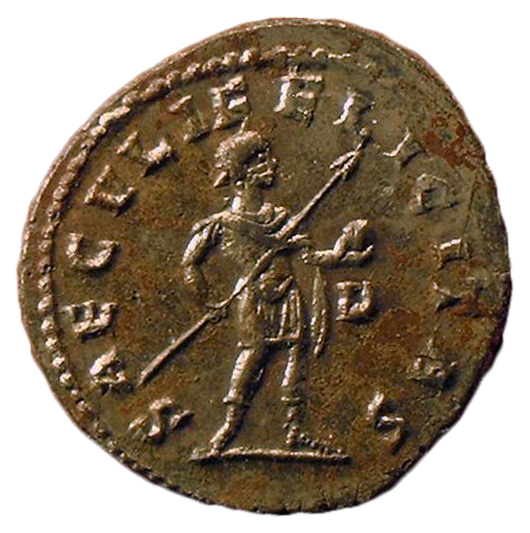
Pilum
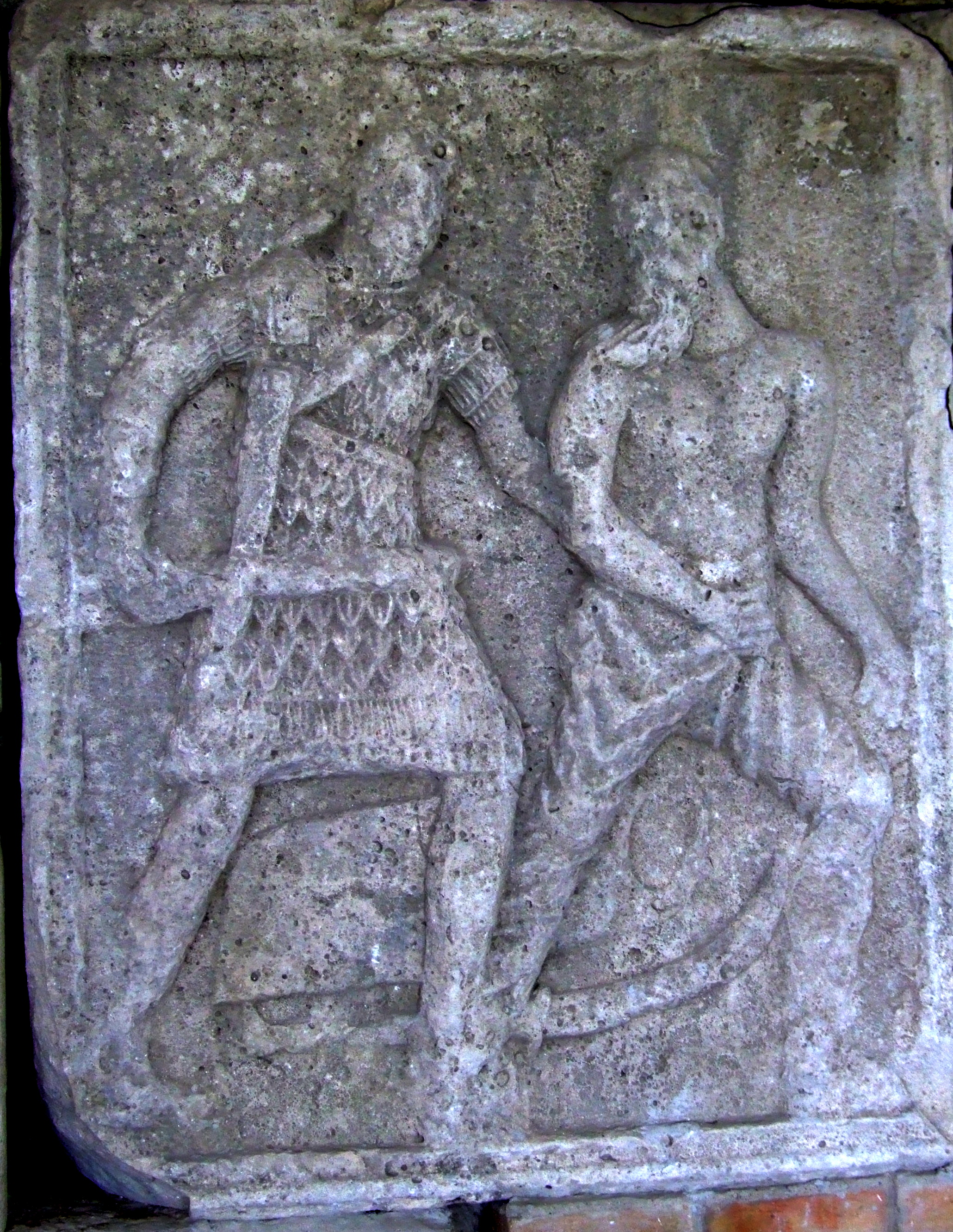
Falx (Tropeum Traiani)
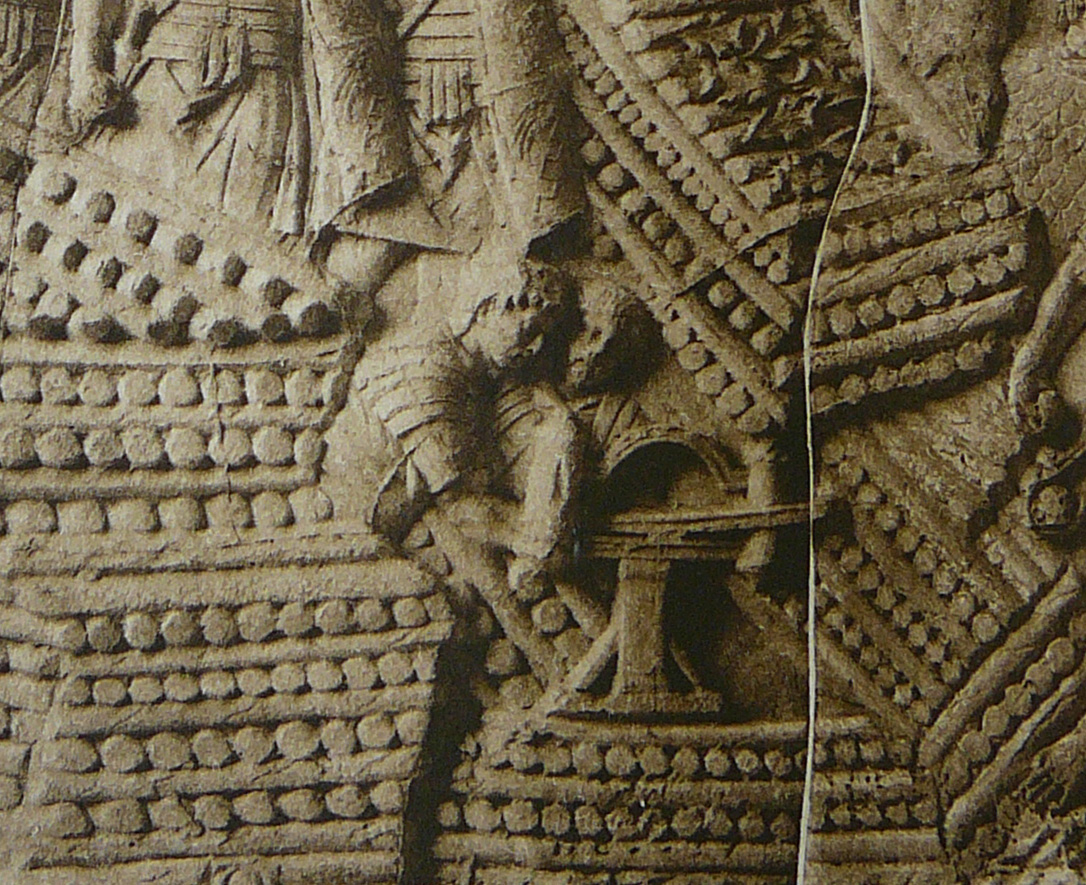
O manubalistă de pe Coloana lui Traian.
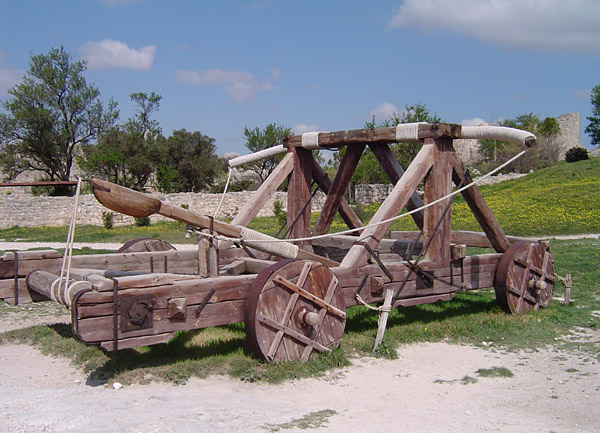
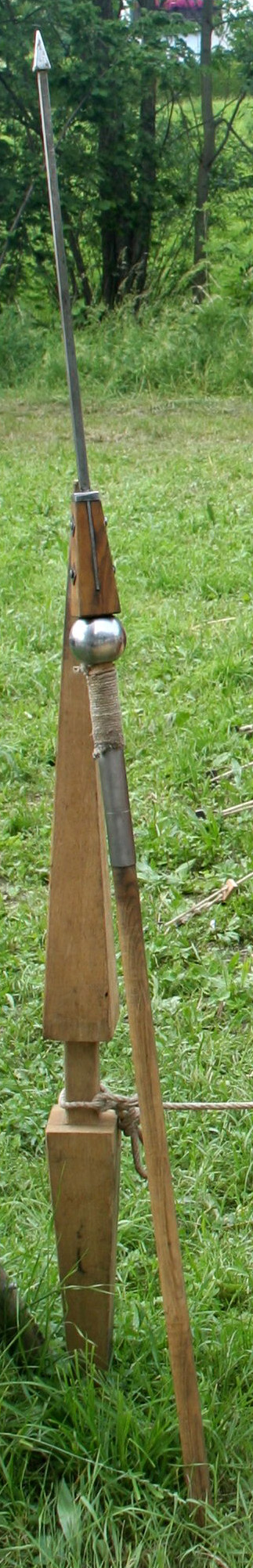
Pilum
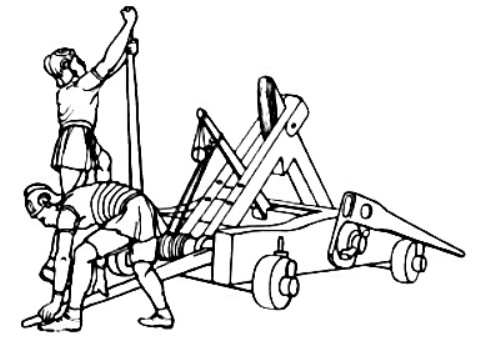